# Хомайер, Йозеф Мария
Йозеф Мария Хомайер (нем. Joseph Maria Homeyer; 18 сентября 1814, Кройцебра — 5 октября 1894, Дудерштадт) — немецкий органист и капельмейстер. Дядя Пауля Хомайера.

## Биография
Сын Иоганна Йозефа Адама Хомайера, известного своей публикацией сборника грегорианских хоралов (1846). Учился у отца с семилетнего возраста, унаследовав от него интерес к старинному органному репертуару, выступая, в частности, с «исторически-духовными концертами» (нем. historisch-geistliche Concerte). Гастролировал по всей центральной Европе, а также в Англии и в Египте, в 1850 г. занимал должность капельмейстера в Лукке. Затем вернулся в Тюрингию и в 1867 г. сменил своего отца в качестве титулярного органиста собора Святого Кириака в Дудерштадте, каковым и оставался до конца жизни. Опубликовал книгу воспоминаний «Приключения немецкого органиста-виртуоза» (нем. Die Abenteuer eines deutschen Orgelvirtuosen; 1894).